# Thiomargarita namibiensis
Thiomargarita namibiensis är en av de största kända bakterierna, den är i snitt 0,1-0,3 mm i diameter, men kan bli upp till 0,75 mm i diameter. Den finns vid kontinentalsockeln utanför Namibia. Bakterien är stor nog för att kunna ses av det mänskliga ögat, utan hjälp av mikroskop. T. namibiensis är den bakterie av de som människan upptäckt som har störst massa, däremot är Epulopiscium fishelsoni (som bor i magen hos kirurgfisken) lite längre men smalare.
Thiomarkarita betyder "svavelpärla", vilket refererar till cellernas utseende. De innehåller mikroskopiska svavelgranuler som bryter ljuset, vilket ger cellen ett pärlliknande yttre. Namibiensis betyder "från Namibia" och hänvisar till platsen där dessa bakterier lever.

## Upptäckt
Arten upptäcktes 1997 av Heide N. Schultz, m. fl., i de kustnära bottensedimenten vid Walvisbukten utanför Namibia. Schultz och hennes kollegor från Max Planckinstitutet för marinbiologi var ombord ett ryskt forskningsfartyg, Petr Kottsov, när den vita färgen från mikroben väckte deras intresse. De var egentligen på jakt efter andra nyligen upptäckta svavelätande havslevande bakterier;Taioploca och Beggiatoa, men istället kom de hem med upptäckten av dessa bakteriers större kusin. 2005 upptäcktes en nära släkting till T. namibiensis  i Mexikanska golfen. Till skillnad från bakterien från kusten utanför Namibia verkar inte bakterien från Mexikanska golfen dela sig efter axeln och formar således inte en lika lång kedja som dess nära släkting. Inga andra arter av släktet Theomargarita är för tillfället kända.
Den största bakterien innan upptäckten av T. namibiensis var Epulopiscium fishelsoni på 0,5 mm.